# Tillandsia tenuifolia
Tillandsia tenuifolia är en gräsväxtart som beskrevs av Carl von Linné. Tillandsia tenuifolia ingår i släktet Tillandsia och familjen Bromeliaceae.

## Underarter
Arten delas in i följande underarter:
- T. t. disticha
- T. t. saxicola
- T. t. tenuifolia
- T. t. vaginata

## Bildgalleri

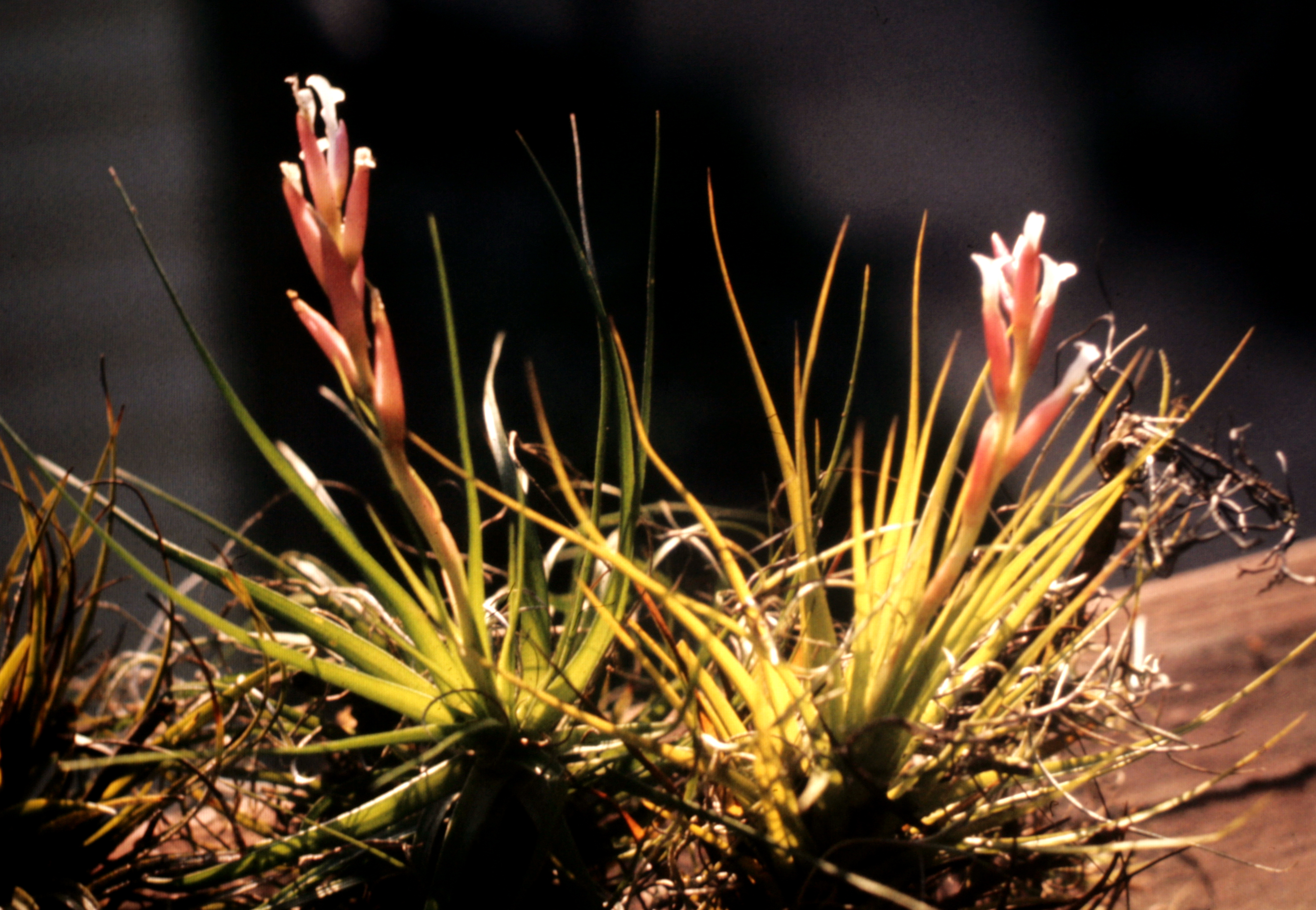
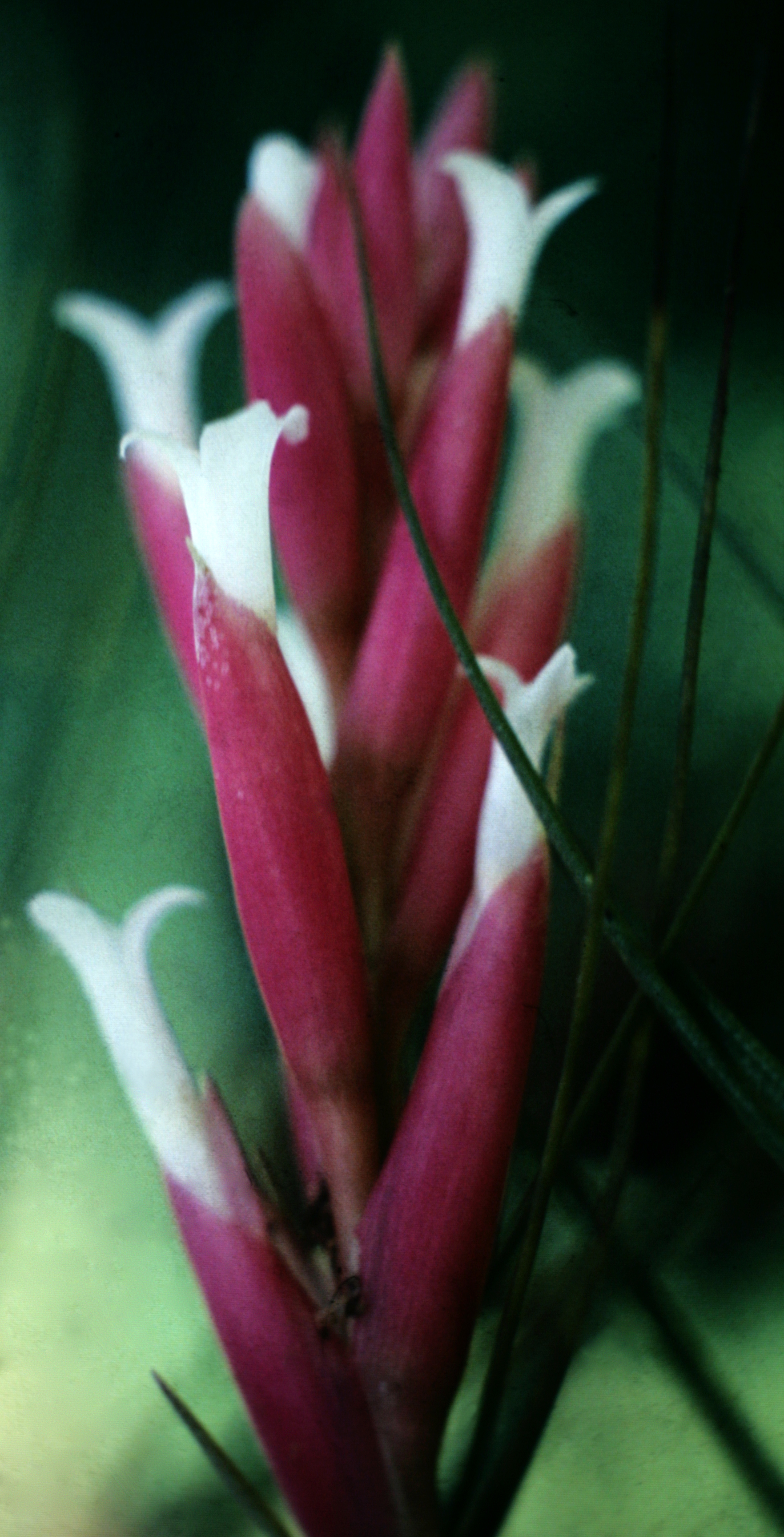
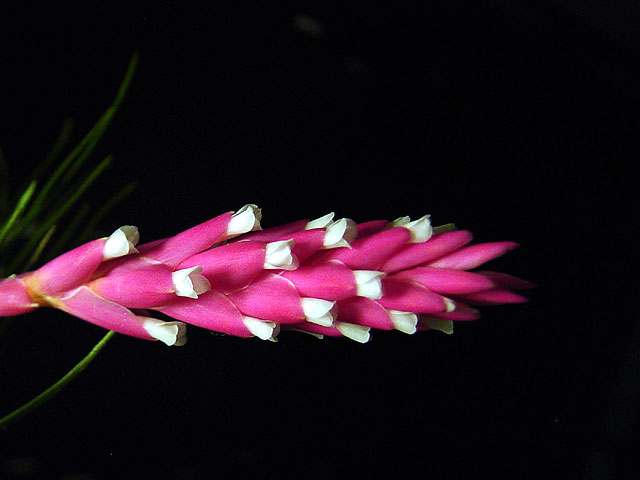
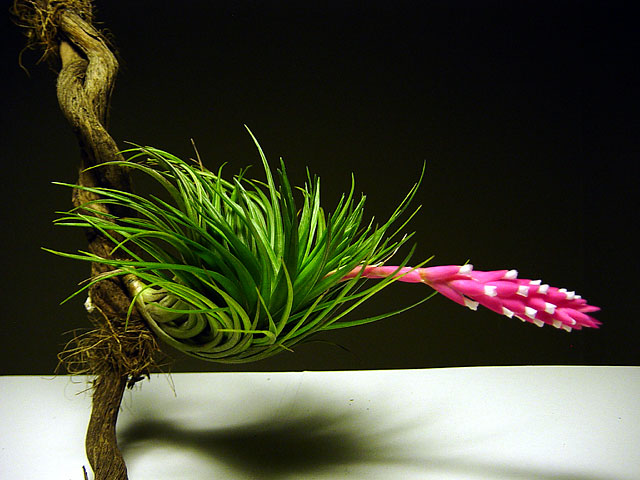
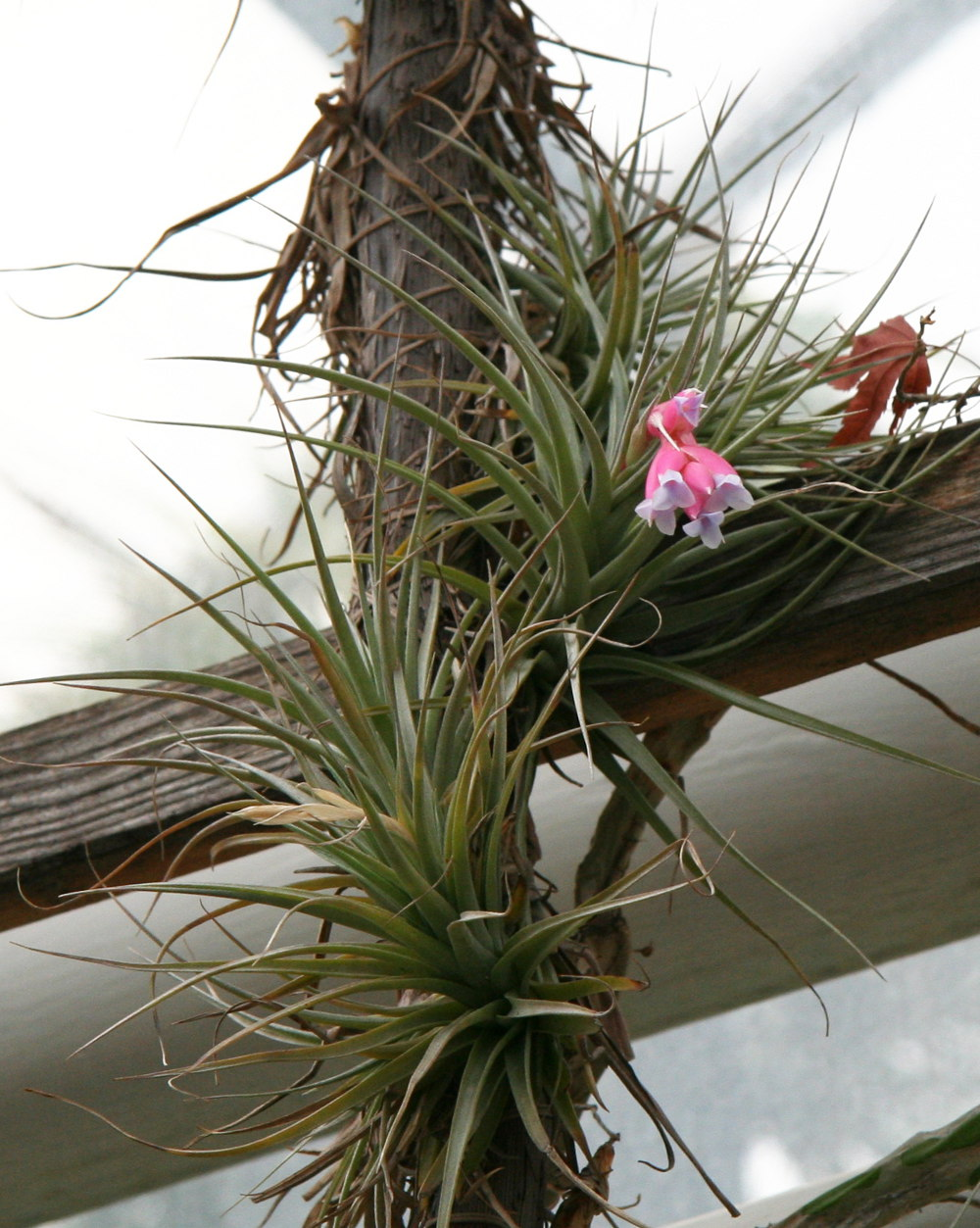
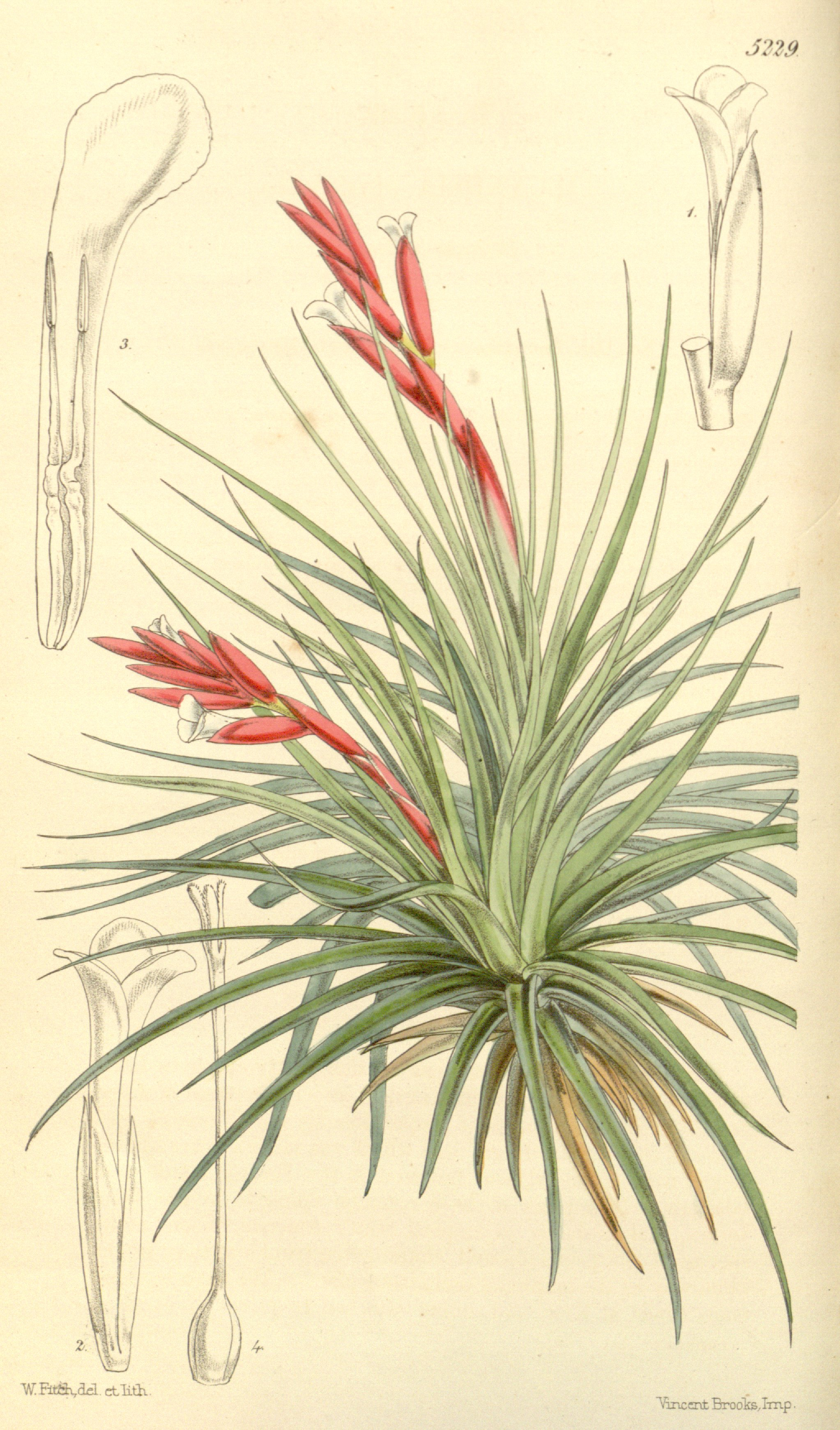